# Piknik pod Wiszącą Skałą (film)
Piknik pod Wiszącą Skałą (ang. Picnic at Hanging Rock) – australijski dramat filmowy z 1975 roku w reżyserii Petera Weira. Film jest adaptacją powieści z 1967 roku autorstwa Joan Lindsay pod tym samym tytułem.

## Fabuła

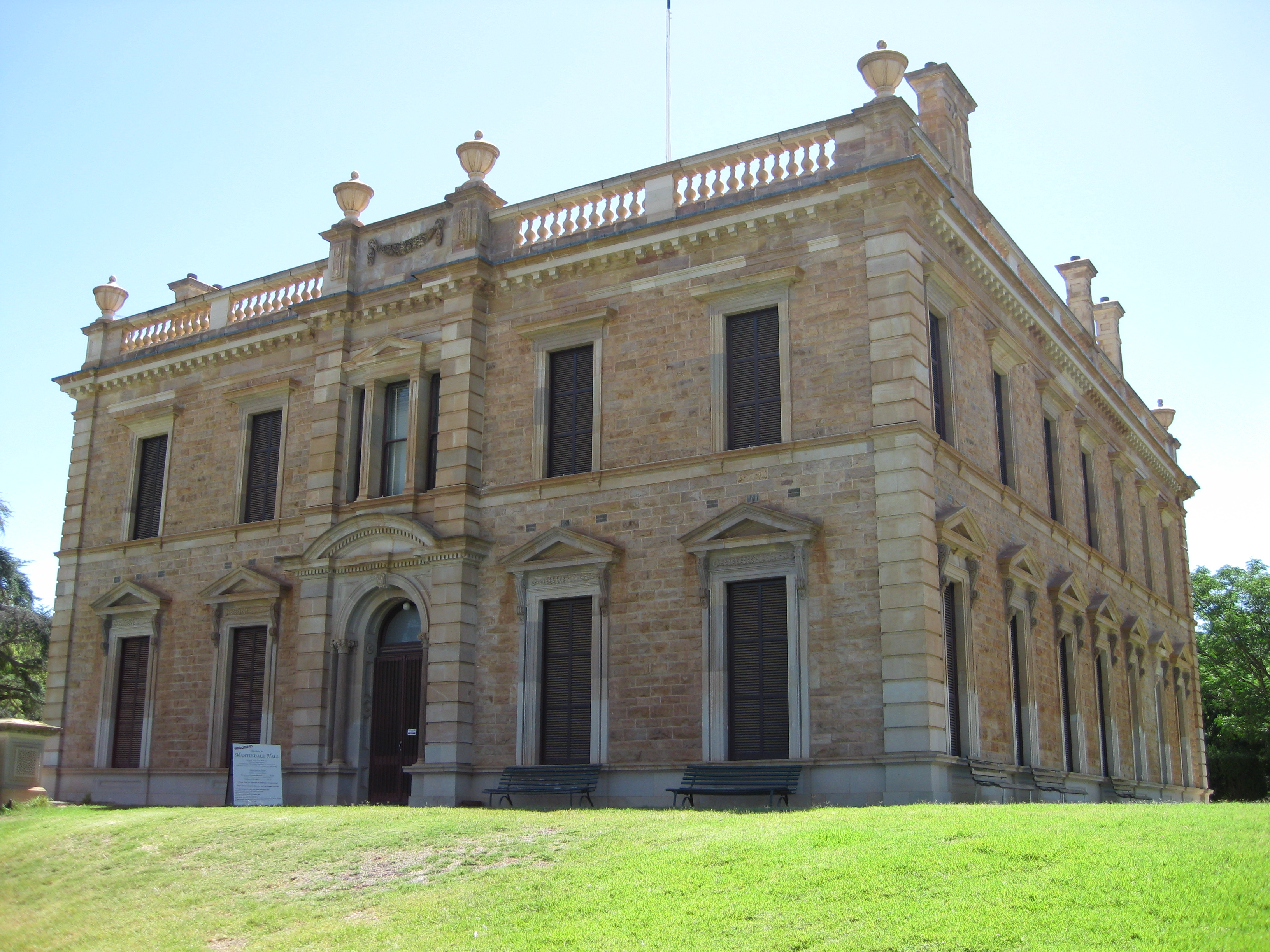
Martindale Hall, filmowe Appleyard College

Akcja filmu związana jest z rzekomo mającym miejsce piknikiem zorganizowanym w dzień Świętego Walentego w 1900 roku dla uczennic z Appleyard College, elitarnej prywatnej szkoły dla dziewcząt (naprawdę w Woodend w australijskim stanie Wiktoria). W towarzystwie dwóch nauczycielek oraz woźnicy pensjonarki wyruszają pod Wiszącą Skałę, będącą popularnym celem wycieczek. Wyprawa kończy się tragicznie, gdyż trzy uczennice i nauczycielka matematyki znikają w niewyjaśnionych okolicznościach po wejściu na szczyt wzniesienia. Po tych wydarzeniach i bezowocnych poszukiwaniach zaginionych, w okolicy oraz szkole szerzy się niepokój. Sytuacji nie wyjaśnia nawet fakt że po kilku dniach jedną z uczennic odnaleziono żywą, niepamiętającą co się stało. Pozostałych nigdy nie odnaleziono.

## Twórcy filmu
- Reżyseria – Peter Weir
- Scenariusz – Cliff Green
- Zdjęcia – Russell Boyd
- Muzyka – Bruce Smeaton, Gheorghe Zamfir.
Wykorzystano też:
Johann Sebastian Bach – Prelude No1 in C,
Piotr Czajkowski – Quartett No 1 Op. 11 Andante Cantabile,
Wolfgang Amadeus Mozart – Eine kleine Nachtmusik Romance,
Ludwig van Beethoven – Koncert na fortepian i orkiestrę Nr. 5 Es-dur Op. 73
- Ścieżka dźwiękowa – Greg Bell, Don Donnelly
- Scenografia – David Copping, Judith Dorsman
- Produkcja – Hal McElroy, Jim McElroy
- Producent wykonawczy – A. John Graves, Patricia Lovell
- Montaż – Max Lemon
- Kostiumy – Judith Dorsman
- Charakteryzacja – Elizabeth Mitchie, José Luis Pérez

## Obsada
- Rachel Roberts: Pani Arturowa Appleyard
- Vivean Gray: Miss McCraw
- Helen Morse: Mademoiselle de Poitiers
- Kirsty Child: Miss Lumley
- Anne Louise Lambert: Miranda
- Karen Robson: Irma
- Frank Gunnell: Mr. Whitehead
- Jacki Weaver: Minnie
- Tony Llewellyn-Jones: Tom
- Jane Vallis: Marion
- Angela Bencini: Uczennica
- Margaret Nelson: Sara
- Ingrid Mason: Rosamund
- Dominic Guard: Michael Fitzhubert
- Jenny Lovell: Blanche
- Melinda Cardwell: Uczennica

## Nagrody
- 1976 nominacja do nagrody British Society of Cinematographers dla Russella Boyda za najlepsze zdjęcia
- 1977 – nagroda BAFTA:
  - Russell Boyd – najlepsze zdjęcia (zdobywca nagrody)
  - Judith Dorsman – kostiumy (nominacja)
  - Greg Bell i Don Donnelly – najlepsza ścieżka dźwiękowa (nominacja)
- 1979 – nagroda Saturn przyznawana przez Academy of Science Fiction, Fantasy & Horror Films:
  - Russell Boyd – najlepsze zdjęcia (zdobywca nagrody)
  - Cliff Green – najlepszy scenariusz (nominacja)

## Wersja reżyserska
W 1998 roku film wszedł ponownie do kin w wersji reżyserskiej. W przeciwieństwie do innych twórców, którzy przy takiej okazji przeważnie włączają do filmu wcześniej nieuwzględniony materiał, Peter Weir zdecydował się na wycięcie około siedmiu minut, tam gdzie były według niego dłużyzny lub szczegóły nieistotne dla głównej akcji filmu.
W 2025 roku, w 50 rocznicę premiery filmu pod okiem samego reżysera Petera Weira i autora zdjęć Russella Boyda utworzono kopię filmu w technologi 4K.